# Zăbrani
Zăbrani (Duits: Guttenbrunn, Hongaars: Temeshidegkút) is een Roemeense gemeente in het district Arad.
Zăbrani telt 4643 inwoners. Van oudsher behoort het dorp bij de landstreek Banaat.
De gemeente bestaat uit drie dorpen: Chesinț (Hongaars: Lippakeszi), Neudorf (Hongaars: Temesújfalu) en Zăbrani.
In 1910 was het dorp nog grotendeels bevolkt door Duitsers (Donau-Zwaben). Na de Tweede Wereldoorlog bleef de groep groot, maar er trekken wel steeds meer Roemenen naar het dorp. In de jaren '90 vertrekt de grootste groep, in 2011 waren er nog slechts 24 Donau Zwaben over in de gemeente.

## Bevolkingssamenstelling
In 1910 had de gemeente 2999 inwoners waarvan 2658 Duitsers, 250 Roemenen en l90 Hongaren.
In 2011 had de gemeente 4251 inwoners waarvan 4005 Roemenen, 48 Hongaren, 24 Duitsers, 11 Oekraïners en 163 overigen.